# 野口大誠
野口 大誠（のぐち たいせい、1989年8月7日 - ）は、熊本市出身の競輪選手。日本競輪学校（以下、競輪学校）第105期生。師匠は松川高大（競輪学校第94期生）。父は元競輪選手の野口悦宏（競輪学校第52期生）。

## 来歴
九州学院高等学校を経て、中央大学（以下、中大）へと進む。
2008年　
- 全日本学生選手権自転車競技大会（全日本学生選手権トラック）・ケイリン　優勝。

2010年
- 全日本大学対抗選手権自転車競技大会（インカレ）・ケイリン　優勝[2]。
- 全日本アマチュア自転車競技選手権大会・ケイリン　優勝。

その後、中大を中退し、競輪学校へ入校。在校競走成績第1位（29勝）。
2014年7月11日、熊本競輪場でデビューし初勝利を挙げた。
2015年、ヤンググランプリ優勝。